# Grand Prix Szwajcarii 1938
Grand Prix Szwajcarii 1938 (oryg. V Großer Preis der Schweiz) – jeden z wyścigów Grand Prix rozegranych w 1938 roku oraz trzecia eliminacja Mistrzostw Europy AIACR.

## Lista startowa
Na niebieskim tle kierowcy, którzy nie wzięli udziału w kwalifikacjach, lecz współdzielili samochód w czasie wyścigu
| Nr | Kierowca                | Zespół                       | Samochód           | Silnik             |   |
| -- | ----------------------- | ---------------------------- | ------------------ | ------------------ | - |
| 2  | Christian Kautz         | Auto Union AG                | Auto Union D       | Auto Union V-12    | ? |
| 4  | Hermann Paul Müller     | Auto Union AG                | Auto Union D       | Auto Union V-12    | ? |
| 6  | Tazio Nuvolari          | Auto Union AG                | Auto Union D       | Alfa Romeo V-12    | ? |
| 8  | Hans Stuck              | Auto Union AG                | Auto Union D       | Auto Union V-12    | ? |
| 10 | Manfred von Brauchitsch | Daimler-Benz AG              | Mercedes-Benz W154 | Mercedes-Benz V-12 | ? |
| 11 | Walter Bäumer           | Daimler-Benz AG              | Mercedes-Benz W154 | Mercedes-Benz V-12 | ? |
| 12 | Rudolf Caracciola       | Daimler-Benz AG              | Mercedes-Benz W154 | Mercedes-Benz V-12 | ? |
| 14 | Hermann Lang            | Daimler-Benz AG              | Mercedes-Benz W154 | Mercedes-Benz V-12 | ? |
| 14 | Walter Bäumer           | Daimler-Benz AG              | Mercedes-Benz W154 | Mercedes-Benz V-12 | ? |
| 16 | Richard Seaman          | Daimler-Benz AG              | Mercedes-Benz W154 | Mercedes-Benz V-12 | ? |
| 18 | René Dreyfus            | Ecurie Bleue                 | Delahaye 145       | Delahaye V-12      | ? |
| 20 | Raph                    | Ecurie Bleue                 | Delahaye 145       | Delahaye V-12      | ? |
| 22 | Giovanni Minozzi        | prywatny                     | Alfa Romeo Monza   | Alfa Romeo S-8     | ? |
| 24 | Emilio Romano           | prywatny                     | Alfa Romeo Monza   | Alfa Romeo S-8     | ? |
| 26 | Edoardo Teagno          | Squadra Sabauda              | Maserati 8CM       | Maserati S-8       | ? |
| 26 | Prince Bira             | Squadra Sabauda              | Maserati 8CM       | Maserati S-8       | ? |
| 28 | Piero Taruffi           | Scuderia Torino              | Alfa Romeo 308     | Alfa Romeo S-8     | ? |
| 30 | Adolfo Mandirola        | Auto-Agence S.A.             | Maserati 8CM       | Maserati S-8       | ? |
| 32 | Max Christen            | prywatny                     | Maserati Tipo 26   | Maserati S-8       | ? |
| 34 | István de Sztriha       | prywatny                     | Alfa Romeo Monza   | Alfa Romeo S-8     | ? |
| 36 | Emmanuel de Graffenried | Ecurie Du Puy de Graffenried | Maserati 6C34      | Maserati S-6       | ? |
| 38 | Giuseppe Farina         | Alfa Corse                   | Alfa Romeo 312     | Alfa Romeo S-8     | ? |
| 40 | Jean-Pierre Wimille     | Alfa Corse                   | Alfa Romeo 312     | Alfa Romeo V-12    | ? |
| Nr | Kierowca                | Zespół                       | Samochód           | Silnik             |   |

## Wyniki

### Kwalifikacje
Źródło: teamdan.com
| Poz. | Nr | Kierowca                | Konstruktor   | Czas   | Poz. s. |
| ---- | -- | ----------------------- | ------------- | ------ | ------- |
| 1    | 16 | Richard Seaman          | Mercedes-Benz | 2:38,8 | 1       |
| 2    | 14 | Hermann Lang            | Mercedes-Benz | 2:42,0 | 2       |
| 3    | 12 | Rudolf Caracciola       | Mercedes-Benz | 2:42,2 | 3       |
| 4    | 8  | Hans Stuck              | Auto Union    | 2:42,9 | 4       |
| 5    | 10 | Manfred von Brauchitsch | Mercedes-Benz | 2:42,9 | 5       |
| 6    | 4  | Hermann Paul Müller     | Auto Union    | 2:43,5 | 6       |
| 7    | 6  | Tazio Nuvolari          | Auto Union    | 2:43,9 | 7       |
| 8    | 40 | Jean-Pierre Wimille     | Alfa Romeo    | 2:44,3 | 8       |
| 9    | 2  | Christian Kautz         | Auto Union    | 2:45,4 | 9       |
| 10   | 38 | Giuseppe Farina         | Alfa Romeo    | 2:46,7 | 10      |
| 11   | 28 | Piero Taruffi           | Alfa Romeo    | 2:52,6 | 11      |
| 12   | 18 | René Dreyfus            | Delahaye      | 2:55,9 | 12      |
| 13   | 26 | Edoardo Teagno          | Maserati      | 3:03,8 | 13      |
| 14   | 36 | Emmanuel de Graffenried | Maserati      | 3:11,9 | 14      |
| 15   | 20 | Raph                    | Delahaye      | 3:13,3 | 15      |
| 16   | 24 | Emilio Romano           | Alfa Romeo    | 3:17,7 | 16      |
| 17   | 32 | Max Christen            | Maserati      | 3:27,9 | 17      |
| 18   | 30 | Adolfo Mandirola        | Maserati      | 3:28,0 | 18      |
| 19   | 22 | Giovanni Minozzi        | Alfa Romeo    | 3:29,1 | 19      |
| 20   | 34 | István de Sztriha       | Alfa Romeo    | 3:31,1 | 20      |
| Poz. | Nr | Kierowca                | Konstruktor   | Czas   | Poz. s. |

### Wyścig
Źródło: kolumbus.fi
| P                                                     | + / –     | Nr | Kierowca                   | Konstruktor   | Okr. | Czas / Strata  | Komentarz              |
| ----------------------------------------------------- | --------- | -- | -------------------------- | ------------- | ---- | -------------- | ---------------------- |
| 1                                                     | 2         | 12 | Rudolf Caracciola          | Mercedes-Benz | 50   | 2h32:07,8      |                        |
| 2                                                     | 1         | 16 | Richard Seaman             | Mercedes-Benz | 50   | +0:26,0        |                        |
| 3                                                     | 2         | 10 | Manfred von Brauchitsch    | Mercedes-Benz | 49   | +1:03,8        |                        |
| 4                                                     | Bez zmian | 8  | Hans Stuck                 | Auto Union    | 48   | +2 okr         |                        |
| 5                                                     | 5         | 38 | Giuseppe Farina            | Alfa Romeo    | 48   | +2 okr         |                        |
| 6                                                     | 5         | 28 | Piero Taruffi              | Alfa Romeo    | 47   | +3 okr         |                        |
| 7                                                     | 1         | 40 | Jean-Pierre Wimille        | Alfa Romeo    | 47   | +3 okr         |                        |
| 8                                                     | 4         | 18 | René Dreyfus               | Delahaye      | 46   | +4 okr         |                        |
| 9                                                     | 2         | 6  | Tazio Nuvolari             | Auto Union    | 46   | +4 okr         |                        |
| 10                                                    | 8         | 14 | Hermann Lang Walter Bäumer | Mercedes-Benz | 45   | +5 okr         | Samochód współdzielony |
| 11                                                    | 4         | 20 | Raph                       | Delahaye      | 43   | +7 okr         |                        |
| 12                                                    | 4         | 24 | Emilio Romano              | Alfa Romeo    | 41   | +9 okr         |                        |
| 13                                                    | 4         | 32 | Max Christen               | Maserati      | 40   | +10 okr        |                        |
| 14                                                    | 1         | 26 | Edoardo Teagno Prince Bira | Maserati      | 39   | +11 okr        | Samochód współdzielony |
| Niesklasyfikowani                                     |           |    |                            |               |      |                |                        |
|                                                       |           | 4  | Hermann Paul Müller        | Auto Union    | 46   | Wypadł z toru  |                        |
|                                                       |           | 2  | Christian Kautz            | Auto Union    | 19   | Pompa paliwowa |                        |
|                                                       |           | 30 | Adolfo Mandirola           | Maserati      | 17   |                |                        |
|                                                       |           | 22 | Giovanni Minozzi           | Alfa Romeo    | 17   |                |                        |
|                                                       |           | 34 | István de Sztriha          | Alfa Romeo    | 5    |                |                        |
| Nie wystartowali / niedopuszczeni do ponownego startu |           |    |                            |               |      |                |                        |
|                                                       |           | 36 | Emmanuel de Graffenried    | Maserati      |      |                |                        |
|                                                       |           | 11 | Walter Bäumer              | Mercedes-Benz |      |                |                        |
| P                                                     | + / –     | Nr | Kierowca                   | Konstruktor   | Okr. | Czas / Strata  | Komentarz              |

### Najszybsze okrążenie
Źródło: teamdan.com
| Nr | Kierowca       | Konstruktor   | Czas   | Okr. |
| -- | -------------- | ------------- | ------ | ---- |
| 16 | Richard Seaman | Mercedes-Benz | 2:51,0 |      |